# Psidium rhombeum
Psidium rhombeum är en myrtenväxtart som beskrevs av Otto Karl Berg. Psidium rhombeum ingår i släktet Psidium och familjen myrtenväxter. Inga underarter finns listade i Catalogue of Life.